# José Luis Roma
José Luis Ortega Castro (Tulancingo, México, 17 de enero de 1981), más conocido como José Luis Roma, es un cantautor y compositor mexicano, integrante del dúo musical Río Roma. Ha sido reconocido en doce ocasiones por los premios SACM, por su autoría o coautoría de diversas canciones.

## Carrera
José Luis nació el 17 de enero de 1981 en Tulancingo, Hidalgo, México. Es Hijo de José Luis Ortega Pineda y María Teresa Castro de Ortega. Desde pequeños participó en festivales escolares y concursos de canto.

### Josel y Raúl
En 2008 inició su carrera junto a su hermano Raúl con un proyecto musical bajo el apoyo de Sony Music, comenzaron con un dueto llamado simplemente «Josel y Raúl». Lanzan su primer álbum homónimo de corte regional mexicano-romántico, que contó con 11 temas, todos de la autoría de José Luis y tres coautorías de Raúl. El álbum fue producido por Junior Cabral.

### Río Roma
Tras tres años llamados como «Josel y Raúl» en 2011 lanzan su primer álbum discográfico Al fin te encontré bajo el nombre de Río Roma. De este material también se desprenden los temas: «Por eso te amo», «No lo beses» y «Tan solo un minuto». En 2013 sale a la venta su segundo material discográfico Otra vida.
En 2014 se lanzó su álbum Hoy es un buen día. Entre el 2014 y 2015 promocionaron en Estados Unidos su nuevo material, el cual cuenta con los mejores temas, según ellos, de sus dos discos editados en México. Ese mismo año incursionan como coaches en el reality Me pongo de pie emitido por la cadena Televisa, obteniendo el tercer lugar de la competencia.
«Te quiero mucho», mucho fue el primer sencillo de su tercer álbum discográfico Eres la persona correcta en el momento equivocado, publicado el 26 de febrero de 2016. El tema que da título al álbum se estrenó como segundo sencillo.

## Composición
José Luis ha compuesto los temas: «Contigo» de Calibre 50, «Nadie es nadie» de Yuri, «Amore mio» de Thalía, además de componer gran parte de los temas de la cantante Yuridia; tales como: «Ya es muy tarde», «Cobarde», «Te equivocaste», «Respóndeme tú», «No la beses» y «Amigos no por favor». En 2019 compuso la canción «Caballero» del cantante Alejandro Fernández.

### Como coautor
Ha sido compositor junto con los intérpretes originales de diversos temas, entre ellas: las pistas «Todo cambió» de Camila, escrito junto con Mario Domm, «Te dejo en libertad», «Perdón, perdón», «Lo aprendí de ti», «¿De dónde sacas eso?», «¿Qué me faltó?» y «No pasa nada», compuestas junto con el dúo estadounidense Ha*Ash, y «Día de suerte» escrita junto a la mexicana Alejandra Guzmán. Ha escrito junto a otros escritores temas como: «No lo beses» de Alejandro Fernández, «Todo fue un show» de Danna Paola, «Se solicita un amor» de Pandora, «Tu ya sabes a mí» de María José y «Tenemos un secreto» de OV7,

## Discografía

### Como Josel Y Raúl
Álbumes de estudio
- 2008: Josel Y Raúl

### ComoRío Roma
- 2011: Al Fin Te Encontré
- 2012: Al Fin Te Encontré - Edición Especial
- 2013: Otra Vida
- 2014: Otra Vida - Edición Especial
- 2014: Hoy Es Un Buen Día (Recopilación para USA)
- 2016: Eres La Persona Correcta En El Momento Equivocado
- 2017: Eres La Persona Correcta En El Momento Equivocado - Deluxe Edition
- 2021: Rojo
- 20212 6 Canciones Y Un Tequila (EP)